# Jorge Cove
Die Jorge Cove ist eine Nebenbucht der Bertodano-Bucht der Seymour-Insel vor der nördlichen Ostküste der Antarktischen Halbinsel. Sie liegt zwischen dem La Plata Point und Kap Wiman am Eingang zum Silent Valley.
Polnische Wissenschaftler benannten sie 1999 nach Jorge Carlo Lusky vom Instituto Antártico Argentino, der an mehreren Antarktisexpeditionen teilgenommen hatte.